# Monumento al Zhong’anlun
El monumento al Zhong’anlun (en chino, 中安轮遇难烈士纪念馆) es un monumento conmemorativo dedicado a las víctimas del desastre del transbordador del río Yangtze que se produjo en octubre de 1945, durante la guerra civil china. Inaugurado en octubre de 1987, está situado en el parque Taixing en el lado norte de la ciudad de Taixing en Taizhou, provincia de Jiangsu.
El 15 de octubre de 1945, cerca de un millar de personas abordaron el ferry Zhong'anlun (中 安 轮 号) para cruzar el río Yangtze a Taixing Ciudad del condado de Wujin, a las órdenes del Partido Comunista. Desafortunadamente, debido a que el ferry estaba demasiado viejo para luchar contra las condiciones del río, se hundió a unos 2000 m al sur de la ciudad de Taixing. El accidente causó la muerte de unas 800 personas.
Cuatro décadas más tarde, el gobierno provincial de Jiangsu decidió construir un monumento en honor de las víctimasque perdieron su vida en el desastre. El 15 de octubre de 1987, el día del 42.º aniversario del hundimiento del ferry, el monumento se abrió oficialmente al público.